# Holosud

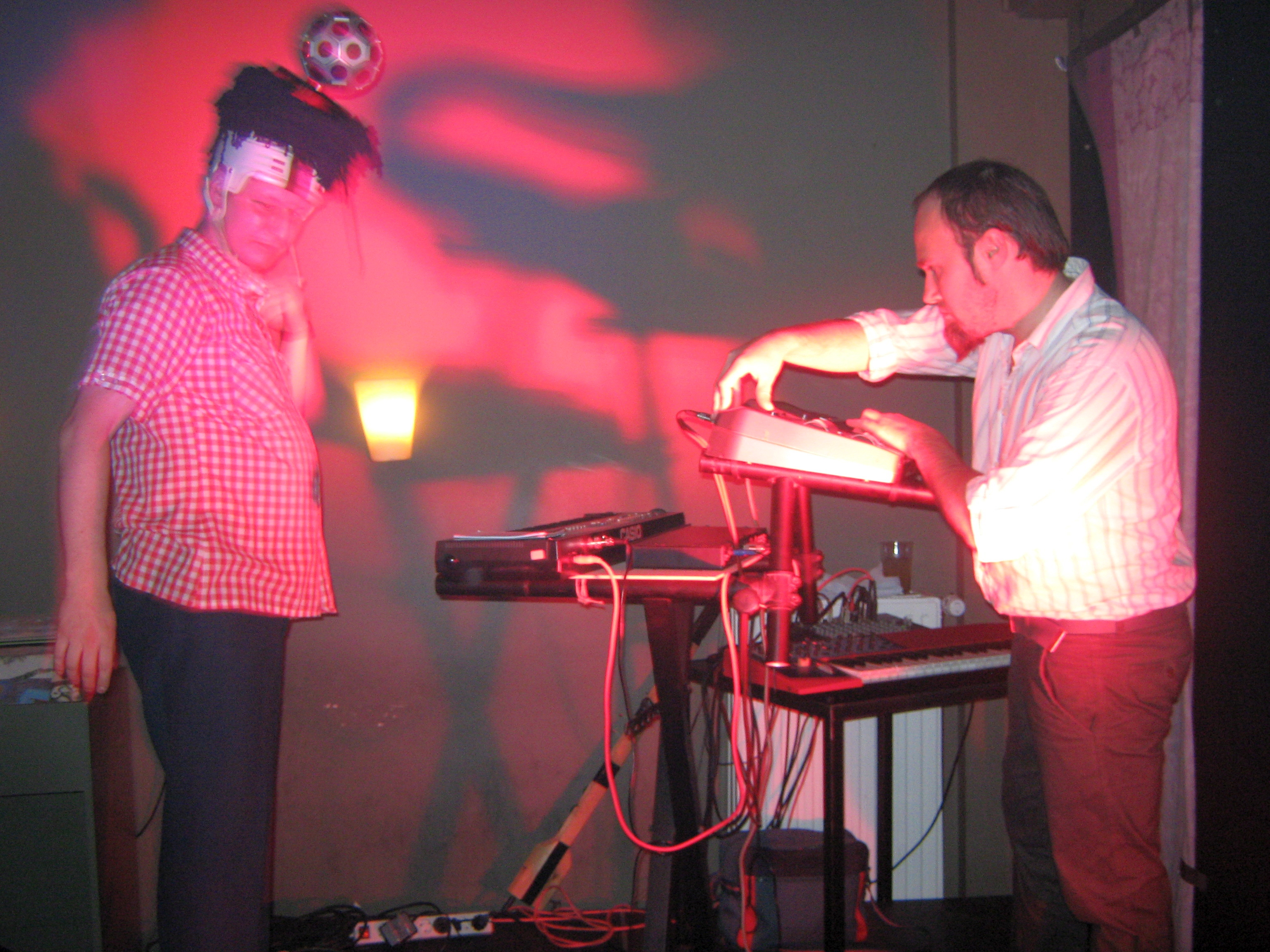
Holosud-Auftritt in Köln, 2009 (Zimmermann links, Höfler rechts)

Holosud ist der Name eines Kölner Elektronik-Duos, bestehend aus den Musikern Jo Zimmermann (alias Schlammpeitziger) und Felix Höfler (alias F.X. Randomiz). Holosud gründeten sich Ende der 1990er Jahre im Umfeld des Kölner Labels und Schallplattenladens A-Musik und lassen sich lose dem Sound of Cologne zurechnen, einer Spielform elektronischer Musik aus dem Köln der 1990er Jahre.
Im Jahre 1997 erschien eine erste (unbetitelte) EP, 1998 dann das Album Fijnewas Afpompen. Beide erhielten gute Kritiken (Intro über die EP: „Experimentelle elektronische Musik, die groovt. […] Komplexeste Soundcollagen kommen ins Wanken, weil ein rhythmischer Strom sie mitnimmt. […] eine extreme TripHop-EP.“, DeBug über das Album: „ach, wenn ma alle so experimentierfreudig wären… […] Dieses Album muß man haben!!!“), das Album wurde 1999 vom polnischen Label „Sound Improvement“ lizenziert und wiederveröffentlicht.
Das Duo steuerte 2004 die Musik für Stefan Weigls Hörspiel Stripped. Ein Leben in Kontoauszügen, das mit dem Hörspielpreis der Kriegsblinden ausgezeichnet wurde. Gemeinsam mit Bernadette La Hengst sorgten Holosud dann 2006 für die musikalische Untermalung des Hörspiels Die Neue Freundlichkeit von Till Müller-Klug. Auch für Stefan Weigls 2009 veröffentlichtes Hörspiel Moment mal, das wird Sie interessieren steuerte Holosud wiederum die Musik bei. Das Hörspiel wurde bei den ARD Hörspieltagen mit dem ARD-Online-Award und dem Deutschen Hörspielpreis der ARD ausgezeichnet.